# 1623 Вів'єн
1623 Вів'єн (1623 Vivian) — астероїд головного поясу, відкритий 9 серпня 1948 року.
Тіссеранів параметр щодо Юпітера — 3,190.